# Chiuppano
Chiuppano (deutsch veraltet: Kluppan oder Kluppen) ist eine nordostitalienische Gemeinde (comune) mit 2519 Einwohnern (Stand 31. Dezember 2023) in der Provinz Vicenza in Venetien. Die Gemeinde liegt etwa 24,5 Kilometer nordnordwestlich von Vicenza am Astico. 1911 wurde die Gemeinde aus einem früheren Ortsteil der heutigen Nachbargemeinde Carrè gebildet.

## Verkehr
Im Gemeindegebiet endet derzeit die Autostrada A31, die Zubringerautobahn nach Vicenza.